# Ataili
Ataili is een bestuurslaag in het regentschap Lembata van de provincie Oost-Nusa Tenggara, Indonesië. Ataili telt 228 inwoners (volkstelling 2010).